# Auguste Dreyfus
 (mars 2012).
Si vous disposez d'ouvrages ou d'articles de référence ou si vous connaissez des sites web de qualité traitant du thème abordé ici, merci de compléter l'article en donnant les références utiles à sa vérifiabilité et en les liant à la section « Notes et références ».
Pour les articles homonymes, voir Dreyfus.
Auguste Dreyfus, né à Wissembourg dans le Bas-Rhin le 28 juin 1827 et mort à Paris le 25 mai 1897, est une personnalité franco-péruvienne du monde des affaires du XIXe siècle.

## Biographie

### Origines et famille
Auguste Dreyfus, né dans une famille juive de Wissembourg, le 28 juin 1827, est le dixième des douze enfants du marchand Édouard Dreyfus (1788-1866) et de son épouse Sara Marx (1791-1865). Il est le puîné de leurs sept garçons. Sa famille s’installe à Paris

### De Wissembourg à Lima
En 1858, Auguste Dreyfus rejoint la société commerciale Dreyfus Frères & Cie, une petite maison de commerce, spécialisée dans le négoce des tissus et articles de nouveautés, fondée en août 1852 par trois de ses frères, Prosper, Jérôme et Isidore. 
Plus tard[Quand ?], l'entreprise décide d'étendre son activité géographiquement et d'élargir ses activités à des domaines autres que le textile. Une succursale est créée à Lima, et Dreyfus part s'installer là-bas la même année et importe les premières marchandises de France. Ses frères lui laissent bientôt le contrôle de la société, à partir de juin 1869. Sa réussite étonne les historiens péruviens car elle très tardive et rapide.[réf. nécessaire] Ils le présentent comme « un obscur et médiocre commerçant de pacotille » avant 1869.
Au Pérou, Auguste Dreyfus fait le commerce d'objets, produits et denrées de luxe. 
Il se convertit au catholicisme peu avant son mariage à Lima, le 15 août 1862, avec Sofia Bergman, une Péruvienne.

### Le guano du Pérou
Auguste Dreyfus décroche, le 5 juillet 1869, ce qu’on[Qui ?] ne manquera pas de nommer le contrat du siècle, le contrat Dreyfus.[réf. nécessaire] Il s'agit du monopole de la vente en Europe de deux millions de tonnes de guano péruvien, d’une valeur à la revente de 625 millions de francs, en échange d’un versement de 365 millions.

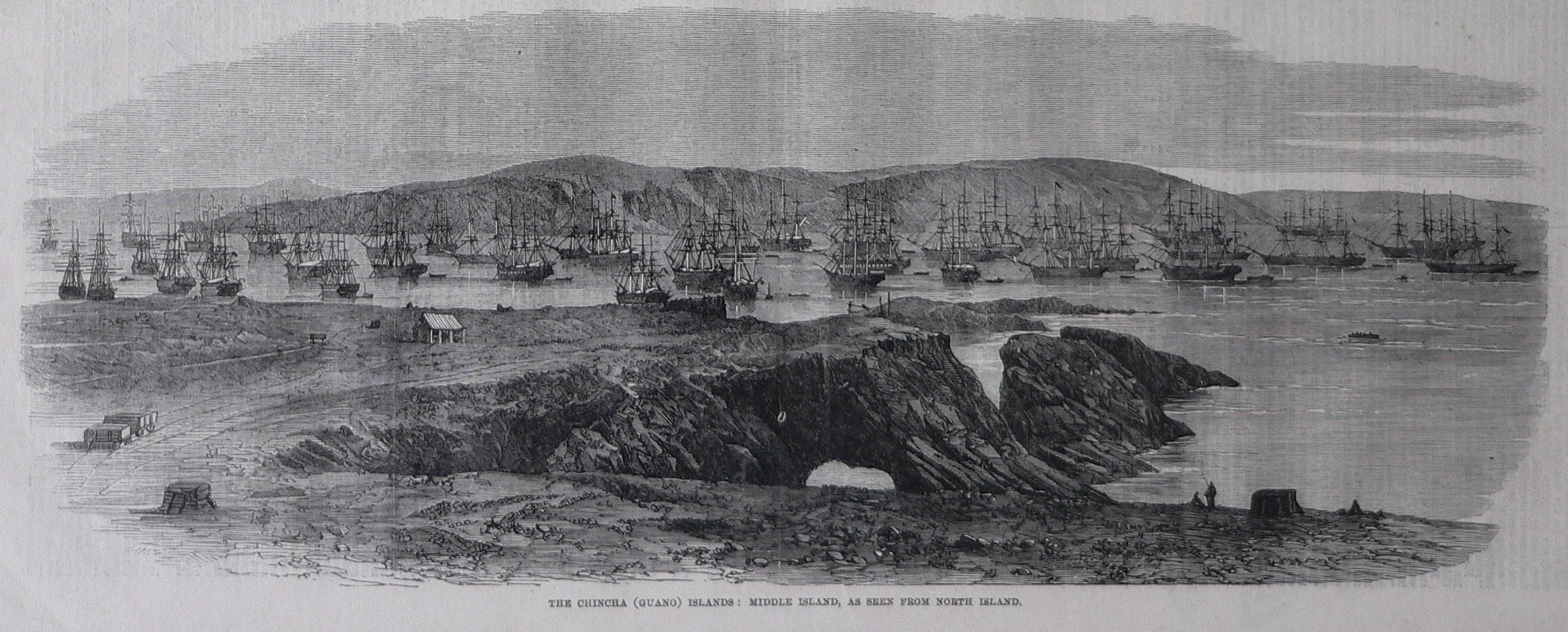
L’origine de sa fortune : les îles Chincha.

Dreyfus signe ce contrat avec le ministre des Finances Nicolás de Piérola Villena. Il réussit ainsi l’exploit d’évincer un puissant syndicat d’affaires européen conduit par Gibbs & Sons, auquel participent les négociants parisiens Thomas, Lachambre & Cie et du baron Émile d’Erlanger. La banque Schroders de la City, le soutient et se charge de l'émission des emprunts de 1870 à 1872.
À l'époque à laquelle le ministre des Finances Nicolás de Piérola signe ce contrat, la situation financière du Pérou est désastreuse. Dreyfus s’engage à assurer le service de la dette péruvienne et à faire des avances de fonds au gouvernement pour un montant de 75 millions de francs la première année et de 67 millions les années suivantes. L’article 32 du contrat prévoit que le gouvernement hypothèquera tous les revenus de la nation si le guano ne suffit pas à couvrir ces avances. L’accord est ratifié au Pérou le 17 août 1869.
L’affaire dépasse cependant ses moyens, aussi forme-t-il, dès le 6 juillet 1869, avec la Société générale et la mission de négoce internationale Leiden, Premsel & cie la « participation » ou « syndicat guano », capable de fournir les 60 millions de capital nécessaires à l’amorçage  de la pompe ; tandis que ses partenaires apportent, stockent, traitent et écoulent le produit. 
Auguste Dreyfus se retrouve donc à la tête d’une multinationale qui transporte 1,8 million de tonnes de guano, de 1870 à 1880, sur près de 2000 navires battant huit pavillons.[réf. nécessaire]
L’enjeu est tel que Dreyfus, qui s’est réservé 60 % des bénéfices nets, devient la cible d’attaques venues de toutes parts : il se heurte d’abord à la coalition de ses concurrents anglais évincés qui obtiennent l’annulation de son contrat par la cour suprême péruvienne en novembre 1869. Un million de francs de pots de vin sont nécessaires pour obtenir un vote inverse du Congrès en avril 1870 auxquels s’ajoutent 850 000 francs dans les mois qui suivent pour conserver la confiance du gouvernement péruvien.[réf. nécessaire]
Le putsch de l’été 1872 porte au pouvoir un de ses adversaires. Il ne peut que constater que tous les revenus du guano étaient absorbés par le service de la dette, considérablement alourdi par les emprunts de 1870 et de 1872, émis par Dreyfus pour le compte du gouvernement précédent. 
En novembre 1873 les expéditions de guano sont bloquées, mais un arrangement est conclu, le 14 avril 1874, selon lequel Dreyfus s’engage à remplir ses obligations jusqu’au 1er janvier 1875, date à laquelle les comptes devront être à l'équilibre. En cas de débit du gouvernement péruvien, Dreyfus Frères aura le droit d’exporter tout le guano nécessaire au remboursement de sa créance.
Le Pérou négocie en coulisse un contrat concurrent, signé le 7 juin 1876, avec un financier de la City, Sir Raphaël, qui, à la tête de la Peruvian Guano Company, devrait prendre la relève de Dreyfus à partir de novembre 1876. À ce moment, la participation guano a une créance sur le Pérou de 112 millions de francs, ce qui représentait 25 % du budget national.[réf. nécessaire]
Au lieu de composer, Dreyfus choisit l’affrontement ; la valeur de ses stocks est affectée par la guerre des prix que suscite son rival.
Ayant cessé de payer les intérêts de la dette péruvienne à compter du 1er janvier 1876, Dreyfus est attaqué en justice par les porteurs britanniques, et les armateurs s’y mettent à leur tour.

### La guerre entre le Pérou et le Chili
Pour finir il se brouille avec la Société générale, qui l’avait lâché pour apporter son soutien à Sir Raphaël, et se rapproche du Crédit industriel et commercial et de la Compagnie financière et commerciale du Pacifique, qui avaient mis à profit une nouvelle révolution péruvienne, la guerre entre le Pérou et le Chili, et la conquête par ce dernier des îles à guano pour décrocher à son tour, en 1880, un contrat de vente de guano. 
En décembre 1880, la créance de Dreyfus sur l’État péruvien est encore de 3 214 388 £ (soit 81 millions de francs environ).
Toutes ses affaires trouvent leur conclusion au prétoire; cinquante-quatre avocats, parmi lesquels Waldeck-Rousseau, plaident pour Dreyfus dans trois groupes de procès : les uns intentés par Dreyfus Frères, appuyés par le gouvernement français, contre les gouvernements péruvien et chilien ; les autres entre membres de la participation guano, marqués notamment par le suicide de Premsel, le 12 novembre 1885, et sa mise en faillite, ainsi que par la démission de Guillaume Denière de la présidence de la Société générale, en février 1886 ; enfin les actions menées par les sous-participants contre Dreyfus… certains de ces conflits ne trouveront leur conclusion devant les instances internationales qu’à la fin des années 1930.
Il remporte tous ses procès, mais la guerre du Pacifique (1879-1884) met un terme à la carrière commerciale de Dreyfus et retarde par deux décennies l'ajustement de ses comptes avec le gouvernement péruvien.[réf. nécessaire]

### Ses relations avec les hommes politiques
Dreyfus est très lié au personnel républicain de son temps : il est un proche de Jules Grévy, son premier défenseur qui le reçoit, avec sa famille, dans son château de Mont-sous-Vaudrey. 
Il désigne, dans un premier testament daté de 1890, Waldeck-Rousseau comme exécuteur testamentaire. 
Malgré sa conversion il est l'une des cibles favorites des antisémites. La Cour refuse par un arrêté d'accorder la nationalité française à l'un de ses fils.
Dreyfus tombe malade et meurt à Paris 8e le 25 mai 1897 dans son hôtel particulier du 3 avenue Ruysdaël. Il est inhumé au cimetière du Père-Lachaise (15e division).

## Mariages et descendance
Le 15 août 1862, il se convertit au catholicisme peu avant son mariage à Lima avec la Péruvienne Sofia Bergman.  
C'est à Lima que, veuf et sans enfant, il épousa en secondes noces le 18 janvier 1873 dona Luisa González de Andia y Orbegoso (1847-1924), marquise de Villahermosa et comtesse de Premio Real - issue selon Pringué, de conquistadors espagnols dont Hernán Cortés, marquis de Valle de Oaxaca et conquérant de l'Empire Aztèque pour la Couronne d'Espagne - petite-fille du maréchal Luis José de Orbegoso y Moncada, l'un des premiers présidents de la République péruvienne.  
Deux garçons et deux filles naîtront de sa seconde union : 
- Louis (1874-1965) Gonzalez de Andia y Dreyfus, successivement autorisé par décret du 12 août 1885 à s'appeler Dreyfus-Gonzalez de Andia, puis, en 1925, par Alphonse XIII d'Espagne, à relever le titre maternel de marquis de Villahermosa qu'il transmettra à son fils ainé Don Manuel ; enfin, par un décret du 26 juillet 1935, à supprimer légalement le patronyme Dreyfus de son nom. Il est le grand-père paternel de Béatrice Gonzalez de Andia y Elio, qui fut déléguée générale à l'Action artistique de la Ville de Paris, instigatrice en 1981 du sauvetage du château de Biron (Dordogne), puis créatrice des "jardins de La Chatonnière » dans le château éponyme, hérité en 2005 de son père, marquis de Villahermosa et duc de Dino, à Azay-le-Rideau (Indre-et-Loire);

- Édouard Vincent Joseph Dreyfus y Gonzalez (en) (1876-1941), juriste, comte de Premio Real, composa des chansons sous le nom Jean Dora.

En 1907 les deux frères épousèrent les filles d'Archambaud de Talleyrand-Périgord, marquis de Talleyrand et duc de Dino, et de Marie de Gontaut-Biron, fille du vicomte Armand de Gontaut-Biron, ambassadeur de France auprès de l'Empereur allemand et roi de Prusse, respectivement Félicie (1878-1981) et Anne-Hélène (1877-1945), sœurs du collectionneur et esthète Hélie (1888-1968), 7e duc de Talleyrand, duc de Sagan, duc de Dino, dernier chef de la Maison de Talleyrand-Périgord. 
L'ex-roi Humbert II d'Italie confirma par un diplôme du 15/12/1975 à son neveu, Manuel Gonzalez de Andia y Talleyrand-Périgord (1909-2005) la titularité du duché italien de Dino afin que celui-ci puisse le porter et le transmettre à sa fille ainée, Dona Maria Luisa Gonzalez de Andia y Elio, duchesse de Dino depuis 2005. 
- Émilie Dreyfus épousa quant à elle le comte René de Lyrot, mort à Lima en 1922. Veuve et mère d'un petit garçon, Guy de Lyrot, son beau-frère Hervé, comte de Lyrot, banquier et homme politique, la ramena en France où il l'épousa et lui donna un second fils, le comte Alain de Lyrot.

- La sœur d'Emilie étant morte jeune et célibataire, sa part d'héritage fut à l'origine du conflit qui opposa Émilie à ses deux frères sur l'héritage Dreyfus; ce conflit, à travers une procédure qui dura jusqu'aux années 1950, fit de la succession Dreyfus un cas d'école.

## Amateur d'art et collectionneur
L'ancien petit commerçant devenu industriel richissime réunit dans son  hôtel particulier  du 3, avenue Ruysdaël à Paris donnant sur le parc Monceau, acquis en 1874, une importante collection d'art dont il fit dresser l'inventaire détaillé, publié dix ans plus tard dans le magazine La Nature du 29 octobre 1887 (pp. 344 à 346); sa veuve y vécut jusqu'en 1924. 
En juin 1896 la collection Dreyfus-Gonzalez de Andia fut vendue aux enchères publiques à Paris ; elle comprenait entre autres objets précieux les quatre candélabres dits « aux sirènes et guirlandes de feuillages » (vers 1783-1784) attribuées au grand bronzier François Rémond et provenant d'une suite de six ayant fait partie du mobilier de l'hôtel parisien du second duc de Praslin (1735-1791) qui avaient été acquis par un duc d'Hamilton; lors de la vente d'Hamilton Palace du 27/06/1882, ces objets avaient été achetés par l'antiquaire Jacques Seligmann (reproduction couleurs dans La Gazette de l'Hôtel Drouot n°23, 14/06/2013, pp 62 et 63).
En 1888 Dreyfus acquit le domaine de Pontchartrain qu'il fit restaurer et agrandir par l'architecte Émile Boeswillwald.